# Har Avinadav
Har Avinadav (hebreiska: הר אבינדב) är ett berg i Israel.   Det ligger i distriktet Norra distriktet, i den nordöstra delen av landet. Toppen på Har Avinadav är 430 meter över havet.
Terrängen runt Har Avinadav är huvudsakligen kuperad.Runt Har Avinadav är det ganska tätbefolkat, med 179 invånare per kvadratkilometer. Närmaste större samhälle är Bet She'an, 8,7 km nordost om Har Avinadav. Trakten runt Har Avinadav består till största delen av jordbruksmark.